# تویبولدی
تویبولدی (به لاتین: Toyboldi) یک منطقهٔ مسکونی در چین است که در شهرستان شایار واقع شده‌است. تویبولدی ۹۱۲ کیلومتر مربع مساحت و ۴۲٬۲۲۷ نفر جمعیت دارد.